# Veduggio con Colzano
Veduggio con Colzano är en kommun i provinsen Monza e Brianza i regionen Lombardiet i Italien. Kommunen hade 4 320 invånare (2018).